# Sporting Étoile Club de Bastia 1982-1983
Questa voce raccoglie le informazioni riguardanti lo Sporting Étoile Club de Bastia nelle competizioni ufficiali della stagione 1982-1983.

## Stagione
Reduce da una grave crisi finanziaria risoltasi a pochi giorni dall'inizio del campionato e che aveva pregiudicato gran parte delle operazioni di calciomercato pianificate dalla società, in Division 1 il Bastia stazionò nelle posizioni di bassa classifica, assicurandosi la salvezza solo grazie a una striscia finale di quattro risultati utili consecutivi. In Coppa di Francia i Turchini si fermarono ai sedicesimi di finale, a causa di una doppia sconfitta con il Lilla.

## Maglie e sponsor
Lo sponsor tecnico per la stagione 1982-1983 è Puma, mentre lo sponsor ufficiale è RMC.
| Casa | Trasferta |

## Organigramma societario
Di seguito l'organigramma societario:
Area direttiva
- Presidente: François Vendasi

Area tecnica
- Direttore sportivo: Jules Filippi
- Allenatore: Antoine Redin

## Rosa
| N. |                       | Ruolo | Calciatore         |
| -- | --------------------- | ----- | ------------------ |
|    | Francia (bandiera)    | P     | Pierrick Hiard     |
|    | Francia (bandiera)    | P     | Dominique Murati   |
|    | Francia (bandiera)    | P     | Pascal Olmeta      |
|    | Francia (bandiera)    | D     | Gérard Bacconier   |
|    | Francia (bandiera)    | D     | Pierre Bianconi    |
|    | Jugoslavia (bandiera) | D     | Zdravko Borovnica  |
|    | Francia (bandiera)    | D     | Jean-Louis Cazes   |
|    | Francia (bandiera)    | D     | Antoine Cervetti   |
|    | Francia (bandiera)    | D     | Jean-Marie Ferri   |
|    | Francia (bandiera)    | D     | César Nativi       |
|    | Francia (bandiera)    | D     | Charles Orlanducci |
|    | Francia (bandiera)    | C     | Frédéric Antonetti |
|    | Francia (bandiera)    | C     | Alain Fiard        |

| N. |                              | Ruolo | Calciatore          |
| -- | ---------------------------- | ----- | ------------------- |
|    | Francia (bandiera)           | C     | Simeï Ihily         |
|    | Camerun (bandiera)           | C     | Grégoire M'Bida     |
|    | Francia (bandiera)           | C     | Michel Padovani     |
|    | Francia (bandiera)           | C     | Albert Tho          |
|    | Francia (bandiera)           | C     | Patrick Vernet      |
|    | Congo-Brazzaville (bandiera) | C     | Michel Massemba     |
|    | Francia (bandiera)           | A     | Sauveur Agostini    |
|    | Francia (bandiera)           | A     | Marc Biamonte       |
|    | Francia (bandiera)           | A     | Christian Bracconi  |
|    | Francia (bandiera)           | A     | Jean-Marie De Zerbi |
|    | Francia (bandiera)           | A     | Louis Marcialis     |
|    | Francia (bandiera)           | A     | Pascal Mariini      |
|    | Camerun (bandiera)           | A     | Roger Milla         |

## Calciomercato

### Sessione estiva
| Acquisti | Acquisti           | Acquisti      | Acquisti |
| R.       | Nome               | da            | Modalità |
| -------- | ------------------ | ------------- | -------- |
| D        | Pierre Bianconi    | INF Vichy     |          |
| D        | Zdravko Borovnica  | Stella Rossa  |          |
| D        | Antoine Cervetti   | INF Vichy     |          |
| D        | Jean-Marie Ferri   | INF Vichy     |          |
| C        | Frédéric Antonetti | Lens          |          |
| C        | Grégoire M'Bida    | Canon Yaoundé |          |
| C        | Michel Massemba    | Salon         |          |
| A        | Sauveur Agostini   | Lens          |          |

| Cessioni | Cessioni        | Cessioni     | Cessioni      |
| R.       | Nome            | a            | Modalità      |
| -------- | --------------- | ------------ | ------------- |
| D        | Gérard Fontana  |              |               |
| C        | Louardi Badjika | Besançon     |               |
| C        | Yves Ehrlacher  | Mulhouse     |               |
| C        | Claude Papi     |              | fine carriera |
| C        | Raimondo Ponte  | Grasshoppers |               |

## Risultati

### Division 1

#### Girone di andata
| 1982 1ª giornata | Bastia | 2 – 1 | Saint-Étienne |  |

| 1982 2ª giornata | Nantes | 3 – 0 | Bastia |  |

| 1982 3ª giornata | Bastia | 2 – 0 | Monaco |  |

| 1982 4ª giornata | Lens | 2 – 1 | Bastia |  |

| 1982 5ª giornata | Bastia | 3 – 2 | Nancy |  |

| 1982 6ª giornata | Mulhouse | 4 – 1 | Bastia |  |

| 1982 7ª giornata | Bastia | 1 – 1 | Bordeaux |  |

| 1982 8ª giornata | Bastia | 1 – 1 | Tolosa |  |

| 1982 9ª giornata | Paris Saint-Germain | 1 – 0 | Bastia |  |

| 1982 10ª giornata | Bastia | 1 – 1 | Brest |  |

| 1982 11ª giornata | Olympique Lione | 3 – 1 | Bastia |  |

| 1982 12ª giornata | Bastia | 1 – 1 | Laval |  |

| 1982 13ª giornata | Metz | 0 – 0 | Bastia |  |

| 1982 14ª giornata | Bastia | 0 – 0 | Lilla |  |

| 1982 15ª giornata | Strasburgo | 2 – 1 | Bastia |  |

| 1982 16ª giornata | Bastia | 0 – 0 | Sochaux |  |

| 1982 17ª giornata | Auxerre | 1 – 1 | Bastia |  |

| 1982 18ª giornata | Bastia | 4 – 1 | Tours |  |

| 1982 19ª giornata | Rouen | 2 – 1 | Bastia |  |

#### Girone di ritorno
| 1982 20ª giornata | Bastia | 1 – 1 | Nantes |  |

| 1983 21ª giornata | Monaco | 3 – 0 | Bastia |  |

| 1983 22ª giornata | Bastia | 4 – 0 | Lens |  |

| 1983 23ª giornata | Nancy | 2 – 2 | Bastia |  |

| 1983 24ª giornata | Bastia | 2 – 0 | Mulhouse |  |

| 1983 25ª giornata | Bordeaux | 0 – 0 | Bastia |  |

| 1983 26ª giornata | Tolosa | 3 – 1 | Bastia |  |

| 1983 27ª giornata | Bastia | 1 – 1 | Paris Saint-Germain |  |

| 1983 28ª giornata | Brest | 4 – 2 | Bastia |  |

| 1983 29ª giornata | Bastia | 2 – 1 | Olympique Lione |  |

| 1983 30ª giornata | Laval | 1 – 0 | Bastia |  |

| 1983 31ª giornata | Bastia | 0 – 3 | Metz |  |

| 1983 32ª giornata | Lilla | 2 – 0 | Bastia |  |

| 1983 33ª giornata | Bastia | 1 – 1 | Strasburgo |  |

| 1983 34ª giornata | Sochaux | 2 – 1 | Bastia |  |

| 1983 35ª giornata | Bastia | 1 – 0 | Auxerre |  |

| 1983 36ª giornata | Tours | 0 – 1 | Bastia |  |

| 1983 37ª giornata | Bastia | 0 – 0 | Rouen |  |

| 1983 38ª giornata | Saint-Étienne | 1 – 1 | Bastia |  |

### Coppa di Francia
| Trentaduesimi di finale                      | Bastia               | 0 – 0 | Orange |  |
| \| \| \| \| \| \| Tiri di rigore 4 – 1 \| \| |                      |       |        |  |
|                                              |                      |       |        |  |
|                                              | Tiri di rigore 4 – 1 |       |        |  |

| Sedicesimi di finale - Andata | Bastia | 0 – 1 | Lilla |  |

| Sedicesimi di finale - Ritorno | Lilla | 1 – 0 | Bastia |  |

## Statistiche

### Andamento in campionato
| Giornata  | 1 | 2  | 3 | 4  | 5 | 6  | 7  | 8  | 9  | 10 | 11 | 12 | 13 | 14 | 15 | 16 | 17 | 18 | 19 | 20 | 21 | 22 | 23 | 24 | 25 | 26 | 27 | 28 | 29 | 30 | 31 | 32 | 33 | 34 | 35 | 36 | 37 | 38 |
| --------- | - | -- | - | -- | - | -- | -- | -- | -- | -- | -- | -- | -- | -- | -- | -- | -- | -- | -- | -- | -- | -- | -- | -- | -- | -- | -- | -- | -- | -- | -- | -- | -- | -- | -- | -- | -- | -- |
| Luogo     | C | T  | C | T  | C | T  | C  | C  | T  | C  | T  | C  | T  | C  | T  | C  | T  | C  | T  | C  | T  | C  | T  | C  | T  | T  | C  | T  | C  | T  | C  | T  | C  | T  | C  | T  | C  | T  |
| Risultato | V | P  | V | P  | V | P  | P  | N  | P  | N  | P  | N  | N  | N  | P  | N  | N  | V  | P  | N  | P  | V  | N  | V  | N  | P  | N  | P  | V  | P  | P  | P  | N  | P  | V  | V  | N  | N  |
| Posizione | 7 | 13 | 7 | 12 | 9 | 12 | 13 | 13 | 16 | 15 | 18 | 16 | 16 | 17 | 19 | 18 | 18 | 15 | 18 | 19 | 19 | 17 | 16 | 14 | 15 | 16 | 16 | 18 | 15 | 18 | 18 | 18 | 18 | 18 | 18 | 17 | 16 | 17 |

Fonte:  France » Ligue 1 1982/1983 » Results & Tables, su worldfootball.net.
Legenda:

Luogo: C = Casa; T = Trasferta. Risultato: V = Vittoria; N = Pareggio; P = Sconfitta.

### Statistiche dei giocatori
| Giocatore     | Division 1 | Division 1 | Division 1  | Division 1 | Coppa di Francia | Coppa di Francia | Coppa di Francia | Coppa di Francia | Totale   | Totale | Totale      | Totale     |
| Giocatore     | Presenze   | Reti       | Ammonizioni | Espulsioni | Presenze         | Reti             | Ammonizioni      | Espulsioni       | Presenze | Reti   | Ammonizioni | Espulsioni |
| ------------- | ---------- | ---------- | ----------- | ---------- | ---------------- | ---------------- | ---------------- | ---------------- | -------- | ------ | ----------- | ---------- |
| S. Agostini   | 12         | 0          | 0           | 0          | 1                | 0                | 0                | 0                | 13       | 0      | 0           | 0          |
| F. Antonetti  | 2          | 0          | 0           | 0          | 0                | 0                | 0                | 0                | 2        | 0      | 0           | 0          |
| G. Bacconnier | 36         | 3          | 4           | 0          | 3                | 0                | 0                | 0                | 39       | 3      | 4           | 0          |
| M. Biamonte   | 13         | 2          | 1           | 0          | 2                | 0                | 0                | 0                | 15       | 2      | 1           | 0          |
| P. Bianconi   | 12         | 0          | 0           | 0          | 0                | 0                | 0                | 0                | 12       | 0      | 0           | 0          |
| Z. Borovnica  | 38         | 2          | 2           | 0          | 3                | 0                | 0                | 0                | 41       | 2      | 2           | 0          |
| C. Bracconi   | 5          | 0          | 0           | 0          | 0                | 0                | 0                | 0                | 5        | 0      | 0           | 0          |
| J.L. Cazes    | 36         | 0          | 4           | 0          | 3                | 0                | 0                | 0                | 39       | 0      | 4           | 0          |
| A. Cervetti   | 2          | 0          | 0           | 0          | 0                | 0                | 0                | 0                | 2        | 0      | 0           | 0          |
| J.M. De Zerbi | 14         | 1          | 0           | 0          | 3                | 0                | 0                | 0                | 17       | 1      | 0           | 0          |
| J.M. Ferri    | 0          | 0          | 0           | 0          | 0                | 0                | 0                | 0                | 0        | 0      | 0           | 0          |
| A. Fiard      | 36         | 7          | 3           | 0          | 3                | 0                | 0                | 0                | 39       | 7      | 3           | 0          |
| P. Hiard      | 31         | -46        | 0           | 0          | 3                | -2               | 0                | 0                | 34       | -48    | 0           | 0          |
| S. Ihily      | 37         | 5          | 1           | 0          | 3                | 0                | 0                | 0                | 40       | 5      | 1           | 0          |
| G. M'Bida     | 22         | 1          | 2           | 0          | 3                | 0                | 0                | 0                | 25       | 1      | 2           | 0          |
| P. Mariini    | 13         | 1          | 0           | 0          | 1                | 0                | 0                | 0                | 14       | 1      | 0           | 0          |
| L. Marcialis  | 21         | 4          | 1           | 0          | 1                | 0                | 0                | 0                | 22       | 4      | 1           | 0          |
| M. Massemba   | 4          | 0          | 0           | 0          | 1                | 0                | 0                | 0                | 5        | 0      | 0           | 0          |
| R. Milla      | 29         | 13         | 0           | 0          | 2                | 0                | 0                | 0                | 31       | 13     | 0           | 0          |
| D. Murati     | 0          | 0          | 0           | 0          | 0                | 0                | 0                | 0                | 0        | 0      | 0           | 0          |
| C. Nativi     | 14         | 1          | 3           | 0          | 3                | 0                | 0                | 0                | 17       | 1      | 3           | 0          |
| P. Olmeta     | 7          | -6         | 0           | 0          | 0                | 0                | 0                | 0                | 7        | -6     | 0           | 0          |
| C. Orlanducci | 32         | 0          | 6           | 2          | 1                | 0                | 0                | 0                | 33       | 0      | 6           | 2          |
| M. Padovani   | 1          | 0          | 0           | 0          | 0                | 0                | 0                | 0                | 1        | 0      | 0           | 0          |
| A. Tho        | 1          | 0          | 0           | 0          | 0                | 0                | 0                | 0                | 1        | 0      | 0           | 0          |
| P. Vernet     | 24         | 4          | 0           | 1          | 2                | 0                | 0                | 0                | 26       | 4      | 0           | 1          |